# Bakeneko

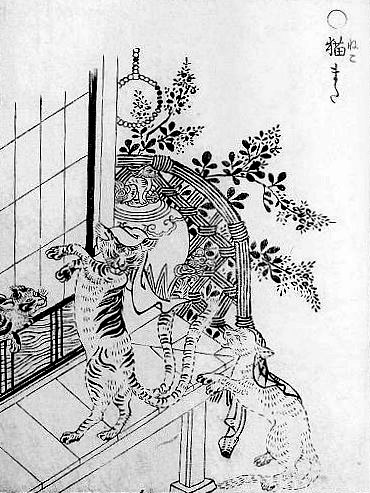
Nekomata andando sobre duas pernas, em uma ilustração de Toriyama Sekien.

Um bakeneko (化け猫, "Gato monstro") é, no Folclore Japonês, um gato com habilidades sobrenaturais parecidas com as de uma Kitsune ou de um Tanuki. Um gato pode virar um Bakeneko de várias maneiras:
- Atingindo uma certa idade;
- Sendo mantindo preso por um certo número de anos;
- Crescendo até um certo tamanho;
- Tendo uma cauda muito grande.

No último caso, a cauda se divide em duas e o Bakeneko é então chamado de nekomata (猫又, ,猫叉, ou 猫股 "Gato dividido") e tendo os seus poderes incrivelmente ampliados. Essa superstição pode ter algum relacionamento com o cruzamento de Bobtail Japonês, pois se diz que a maneira mais facil de evitar que um gato se transforme em um nekomata é cortanto o seu rabo antes que seja tarde demais.
Um bakeneko vai assombrar qualquer casa na qual ele for mantido, e sendo um Youkai, ele demonstra varios poderes mágicos criando bolas de fogo fantasmagóricas, causando pesadelos, andando sobre duas pernas, e mudando sua forma na de um humano, e até devorando seu próprio dono para tomar seu lugar, embora eles tambem sejam capazes de assumir outras formas como uma segunda lua no céu. Ele também representa um perigo se entrar em uma sala onde haja um cadáver, pois acredita-se que ele reanimar o corpo se pular sobre este, e há mitos que fale de bakenekos capazes de conjurar tempestades. Quando finalmente morto, seu corpo pode ter até 1,50 metros de comprimento.
Apesar dessa conotação negativa, nem todos os mitos sobre bakenekos os retratam como maus. Existem histórias de Bakenekos fiéis aos seus donos, como o gato de um sacerdote budista que o ajudou a salvar seu templo da falência, ou o gato de uma geisha que a salvou de uma cobra venenosa. No entanto, apesar dessas qualidades positivas, a natureza animal e sobrenatural fazem do bakeneko um ser perigoso e vingativo mesmo em suas versões mais benevolentes. Um exemplo disso é o mito de um velho casal sem filhos que trataram seu gato com tanto carinho e respeito que este se transformou em uma jovem mulher que trouxe muitas riquezas com ela e viveu com eles como uma filha adotiva. Porém, um dos seus namorados descobre a verdadeira natureza da bakeneko e, apesar dela implorar para ele guardar o segredo, ele não conseque se segurar e fala a verdade para um pescador em um pier. Sabendo de sua traição, ela apareceu junto com um trovoada e, na forma de um gato gigante, rasgou seu namorado em tiras.

## Na cultura popular
A cultura popular japonesa contém um grande número de gatos de duas caudas baseados no nekomata. Alguns exemplos:
- No anime/mangá InuYasha: Kirara é animal de estimação de Sango, e possui um aspecto semelhante a um Nekomata.
- No mangá Shaman King: O espírito aliado de Hao Asakura de há 1000 anos é um Nekomata chamado Matamune.
- No anime/mangá Hyper Police: O personagem Natsuki Sasahara é um Meio-Humano/Meio-Nekomata.
- No anime Inukami!: O personagem Tomekichi é um Nekomata bondoso que honra uma obrigação com um sacerdote que cuidou dele uma vez.
- No anime Pokémon: O Pokémon psíquico Espeon é uma criatura de duas caudas de aparência felina.
- No anime Karas: O personagem Yurine aparece tanto como um Humano quanto como um gato branco de duas caudas.
- Nas séries Claymore: Luciela tem uma forma enfraquecida lembrando um Gato-Demônio de duas caudas.
- Nos jogos Disgaea: Hour of Darkness e Disgaea 2: Cursed Memories: o jogador pode criar personagens Nekomata's.
- No livro Kaori - Perfume da Vampira: Missora é amaldiçoada por um Nekomata de duas caudas.
- Em Perfect Cherry Blossom, sétimo jogo da série Touhou Project: Chen é uma Shikigami Nekomata em forma de garota.
- No programa infantil Escola dos Monstros (Bakeruno Shōgakkō Hyūdoro-gumi): A personagem Miiko é uma Bakeneko (traduzido no Brasil como "gata mágica").
- No anime/mangá Naruto: Um dos Bijuu's ( Besta com Cauda) é um gato de duas caudas chamado Matatabi que pode criar bolas de fogo, e é dito ser o espírito da vingança. Selado em Yugito Nii.
- No anime/mangá Bleach: Byakuya, chama Shihouin Yoruichi de Bakeneko, pois ela pode tomar a forma de um gato.
- No anime/mangá XxX Holic: Aparece no episódio sobre o desfile dos demônios para entregar uma lanterna que serve de passagem e cálice.
- No anime/mangáAo no Exorcist O gato Kuro Tem duas caudas e 2 formas diferentes: como felino e felino gigante aonde os poderes dele aumentam
- No TCG Yu-Gi-Oh!: É representado no card Kinka-byo
- Em High School DxD, Koneko e sua irmã são Nekomatas.
- No anime Ayakashi: Japanese Classic Horror, o último conto se trata sobre um Bakeneko.
- Na franquia de jogos Shin Megami Tensei são representados como Nekomatas. Eles aparecem como uma gata (fêmea) durante a franquia toda
- Na série de Anime/Mangá Monogatari a personagem Black Hanekawa é um tipo de Bakeneko